# Жиндо 1-е
Жиндо́ 1-е (рос. Жиндо 1-е) — село у складі Красночикойського району Забайкальського краю, Росія. Адміністративний центр Жиндойського сільського поселення.

## Населення
Населення — 393 особи (2010; 437 у 2002).
Національний склад (станом на 2002 рік):
- росіяни — 98 %